# Dragó Tokay
El dragó Tokay (Gekko gecko) és una espècie de sauròpsid (rèptil) escatós de la família dels gecònids àmpliament distribuïda per l'Índia, el Sud-est asiàtic i Nova Guinea. En els anys 80 i 90 del segle XX ha estat introduïda per l'home a Hawaii, Belize, Florida i diverses illes del Carib. Poden mesurar fins a 28 cm de llarg.
En gran part d'Àsia, el dragó Tokay és un visitant habitual a les cases. Recorre les parets a la recerca d'insectes i altres llangardaixos, i fins i tot pot caminar de cap per avall pel sostre. Se subjecta perfectament gràcies a uns coixinets plantessis cobertes amb milions de pel·lils microscòpics adherents anomenats lamelas. Menja a la nit i els mascles emeten una aguda trucada per atreure a les femelles.